# Nouainville
Nouainville is een gemeente in het Franse departement Manche in de regio Normandië. De plaats maakt deel uit van het arrondissement Cherbourg.

## Geschiedenis
Nouainville maakte deel uit van het kanton Équeurdreville-Hainneville tot op 22 maart 2015 het kanton Cherbourg-Octeville-3 werd gevormd en de gemeente daarin werd opgenomen. Dit kanton werd op 5 maart 2020 hernoemd naar Cherbourg-en-Cotentin-3.

## Geografie
De oppervlakte van Nouainville bedraagt 3,8 km², de bevolkingsdichtheid is 138,9 inwoners per km².
De onderstaande kaart toont de ligging van Nouainville met de belangrijkste infrastructuur en aangrenzende gemeenten.

## Demografie
Onderstaande figuur toont het verloop van het inwonertal (bron: INSEE-tellingen).

Cherbourg-en-Cotentin (deels) · Couville · Hardinvast · Martinvast · Nouainville · Saint-Martin-le-Gréard · Sideville · Teurthéville-Hague · Tollevast · Virandeville
1. ↑  Populations de référence 2022.